# أنغوين (كاليفورنيا)
أنغوين (بالإنجليزية: Angwin CDP, California) هي منطقة سكنية تقع بولاية كاليفورنيا في الولايات المتحدة. تبلغ مساحتها 12.62 كم2، وترتفع عن سطح البحر 533 م، بلغ عدد سكانها 3,051 نسمة في عام 2010 حسب إحصاء مكتب تعداد الولايات المتحدة وتصل الكثافة السكانية فيها 241.8 نسمة لكل كيلومتر مربع (626.3/ميل2).

## التركيبة السكانية
حدّد مكتب تعداد الولايات المتحدة بيانات التركيبة السكانية لأنغوين في تعداد الولايات المتحدة. في ما يلي، التركيبة السكانية حسب تعدادي 2000 و2010.

### تعداد عام 2000
بلغ عدد سكان أنغوين 3,148 نسمة بحسب تعداد عام 2000، وبلغ عدد الأسر 811 أسرة وعدد العائلات 587 عائلة مقيمة في المنطقة السكنية. في حين سجلت الكثافة السكانية 249.4 نسمة لكل كيلومتر مربع (645.9/ميل2). وبلغ عدد الوحدات السكنية 874 وحدة بمتوسط كثافة قدره 69.3 لكل كيلومتر مربع (179.5/ميل2).
وتوزع التركيب العرقي للمنطقة السكنية بنسبة 75.57% من البيض و3.27% من الأمريكيين الأفارقة و0.48% من الأمريكيين الأصليين و10.29% من الأمريكيين ذوي الأصول الآسيوية و0.44% من سكان جزر المحيط الهادئ و5.43% من الأعراق الأخرى و4.51% من عرقين مختلطين أو أكثر و12.83% من الهسبانيون أو اللاتينيون من أي عرق.
بلغ عدد الأسر 811 أسرة كانت نسبة 32.1% منها لديها أطفال تحت سن الثامنة عشر تعيش معهم، وبلغت نسبة الأزواج القاطنين مع بعضهم البعض 62.6% من أصل المجموع الكلي للأسر، ونسبة 6.7% من الأسر كان لديها معيلات من الإناث دون وجود شريك، بينما كانت نسبة 3.1% من الأسر لديها معيلون من الذكور دون وجود شريكة وكانت نسبة 27.6% من غير العائلات. تألفت نسبة 20.8% من أصل جميع الأسر من عدة أفراد يعيشون في نفس المنزل ونسبة 3.6% كانت تتألف من شخص يعيش بمفرده يبلغ من العمر 65 عاماً أو أكثر. وبلغ متوسط حجم الأسرة المعيشية 2.68، أما متوسط حجم العائلات فبلغ 3.06.
بلغ العمر الوسطي للسكان 23.9 عاماً. وكانت نسبة 15% من القاطنين تحت سن الثامنة عشر، وكانت نسبة 10% بين الثامنة عشر والرابعة والعشرين عاماً، ونسبة 18.7% كانت واقعةً في الفئة العمرية ما بين الخامسة والعشرين والرابعة والأربعين عاماً، ونسبة 17.6% كانت ما بين الخامسة والأربعين والرابعة والستين، ونسبة 7.7% كانت ضمن فئة الخامسة والستين عاماً فما فوق. يوجد لكل 100 أنثى 105.4 ذكر، ويوجد لكل 100 أنثى في الثامنة عشر من عمرها فما فوق 101.2 ذكر.
بلغ متوسط دخل الأسرة في المنطقة السكنية 56,453 دولارًا، أما متوسط دخل العائلة فبلغ 63,972 دولارًا. وكان متوسط دخل الذكور 46,589 دولارًا مقابل 34,917 دولارًا للإناث. وسجل دخل الفرد الخاص بالمنطقة السكنية 20,126 دولارًا. وكانت نسبة 5.5% من العائلات ونسبة 8.4% من السكان تحت خط الفقر، وكان من هؤلاء نسبة 14% تحت سن الثامنة عشر ونسبة 4.9% في الخامسة والستين من العمر وما فوق.

### تعداد عام 2010
بلغ عدد سكان أنغوين 3,051 نسمة بحسب تعداد عام 2010، وبلغ عدد الأسر 824 أسرة وعدد العائلات 560 عائلة مقيمة في المنطقة السكنية. في حين سجلت الكثافة السكانية 241.8 نسمة لكل كيلومتر مربع (626.3/ميل2). وبلغ عدد الوحدات السكنية 912 وحدة بمتوسط كثافة قدره 72.3 لكل كيلومتر مربع (187.3/ميل2).
وتوزع التركيب العرقي للمنطقة السكنية بنسبة 69.62% من البيض و4.56% من الأمريكيين الأفارقة و0.72% من الأمريكيين الأصليين و11.11% من الأمريكيين ذوي الأصول الآسيوية و0.16% من سكان جزر المحيط الهادئ و7.67% من الأعراق الأخرى و6.16% من عرقين مختلطين أو أكثر و20.49% من الهسبانيون أو اللاتينيون من أي عرق.
بلغ عدد الأسر 824 أسرة كانت نسبة 28.3% منها لديها أطفال تحت سن الثامنة عشر تعيش معهم، وبلغت نسبة الأزواج القاطنين مع بعضهم البعض 55.9% من أصل المجموع الكلي للأسر، ونسبة 8% من الأسر كان لديها معيلات من الإناث دون وجود شريك، بينما كانت نسبة 4% من الأسر لديها معيلون من الذكور دون وجود شريكة وكانت نسبة 32% من غير العائلات. تألفت نسبة 25.4% من أصل جميع الأسر من عدة أفراد يعيشون في نفس المنزل ونسبة 4.6% كانت تتألف من شخص يعيش بمفرده يبلغ من العمر 65 عاماً أو أكثر. وبلغ متوسط حجم الأسرة المعيشية 2.50، أما متوسط حجم العائلات فبلغ 2.93.
بلغ العمر الوسطي للسكان 24.4 عاماً. وكانت نسبة 13.5% من القاطنين تحت سن الثامنة عشر، وكانت نسبة 37.6% بين الثامنة عشر والرابعة والعشرين عاماً، ونسبة 18.5% كانت واقعةً في الفئة العمرية ما بين الخامسة والعشرين والرابعة والأربعين عاماً، ونسبة 22% كانت ما بين الخامسة والأربعين والرابعة والستين، ونسبة 8.4% كانت ضمن فئة الخامسة والستين عاماً فما فوق. وتوزع التركيب الجنسي للسكان بنسبة 50.6% ذكور و49.4% إناث.